# O Hobbit (série de filmes)
O Hobbit (no original em inglês: The Hobbit) é uma série de três filmes de fantasia épica e de aventura dirigido, coescrito e produzido por Peter Jackson e baseado no livro The Hobbit de J. R. R. Tolkien publicado em 1937. Os filmes são, por subtítulo: Uma Jornada Inesperada (2012), A Desolação de Smaug (2013) e A Batalha dos Cinco Exércitos (2014). O Senhor dos Anéis é originalmente uma sequência do livro, assim, a série age como uma prequela para a trilogia dos filmes, também dirigidos por Jackson.
Vários atores reprisaram seus papéis de O Senhor dos Anéis, incluindo Ian McKellen, Andy Serkis, Ian Holm, Hugo Weaving, e os atores cujos personagens não aparecem no livro, como Cate Blanchett, Christopher Lee, Elijah Wood e Orlando Bloom. Também retornando para a produção, entre outros, foram corroteiristas Fran Walsh e Philippa Boyens, ilustradores John Howe e Alan Lee, diretor de arte Dan Hennah, diretor de fotografia Andrew Lesnie e o compositor Howard Shore. Alguns adereços foram trabalhados pela Weta Workshop e efeitos visuais, produzidos pela Weta Digital, como na trilogia original. O novo envolvimento mais significativo na série é a participação de Guillermo del Toro, originalmente escolhido para dirigir os filmes, mas foi como corroteirista que ele foi creditado.
Situado no mundo ficcional da Terra Média, os três filmes seguem o hobbit Bilbo Baggins (Martin Freeman), chamado pelo mago Gandalf (Ian McKellen), para acompanhar treze anões liderados por Thorin II (Richard Armitage) em uma missão até a Montanha Solitária, onde tentarão recuperar os pertences dos anões que foram roubados pelo dragão Smaug (Benedict Cumberbatch). É nessa aventura que Bilbo encontra o Um Anel que desencadeia a trilogia O Senhor dos Anéis.
O primeiro filme da série estreou no Embassy Theatre, em Wellington, Nova Zelândia em 28 de novembro de 2012 e arrecadou $ 1.017.003.568 de dólares ao redor do mundo. Apesar do sucesso financeiro, a trilogia não alcançou a mesma aclamação de crítica e prêmios da sua antecessora, não vencendo nenhum Oscar, diferente do O Senhor dos Anéis que venceu 17 prêmios da Academia.

## Desenvolvimento

### Primeiros estágios de desenvolvimento
Peter Jackson e Fran Walsh expressaram interesse em filmar The Hobbit já em 1995, o qual seria a primeira parte de uma trilogia (os outros dois filmes sendo baseados em O Senhor dos Anéis). O projeto foi frustrado quando o produtor de Jackson,  Harvey Weinstein, descobriu que Saul Zaentz tinha os direitos de produção de The Hobbit,  mas os direitos de distribuição ainda pertenciam à  United Artists (que mantinham esses direitos, acreditando que os cineastas preferiria adaptar The Hobbit, em vez de O Senhor dos Anéis). O estúdio ainda disputava mercado, de forma que as tentativas de Weinstein de comprar os direitos não foram infrutíferas. Então Weinstein pediu que Jackson continuasse com a adaptação de O Senhor dos Anéis sem The Hobbit. Em última análise, O Senhor dos Anéis foi produzido pela New Line Cinema, então os direitos para filmar The Hobbit foram definidos para expirar em 2010. Em setembro de 2006, a Metro-Goldwyn-Mayer, expressou interesse em se unir à New Line e Peter Jackson para filmar The Hobbit.

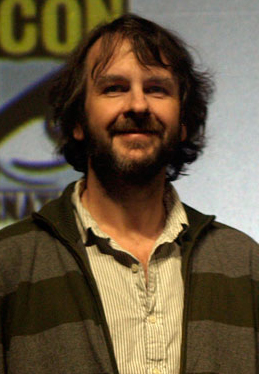
Peter Jackson, diretor do filme, corroteirista e produtor.

Em março de 2005, Jackson lançou uma ação judicial contra a New Line, alegando não ter recebido parte dos lucros obtidos pela primeira parte da trilogia The Lord of the Rings, especialmente do filme The Fellowship of the Ring. Ele não buscou uma solução específica, mas pediu uma auditoria para ver se a New Line não havia feito uma remoção indevida de dinheiro. Embora Jackson teria resolvido antes de começar a dirigir o filme, ele pensou que foi uma pequena ação, e que a New Line ainda iria deixá-lo a fazer The Hobbit. Porém, Robert Shaye que é cofundador da New Line estava irritado com a ação e disse em janeiro de 2007 que Jackson nunca mais iria dirigir um filme para a New Line, acusando-o de ser ganancioso. Harry Sloan que é chefe da MGM (que possuía metade dos direitos de The Hobbit), parou o desenvolvimento do longa-metragem, pois queria que Jackson tivesse envolvido no projeto. Em agosto, após uma série de discussões e especulações sobre o caso, Shaye tentou reparar seu relacionamento com o diretor. Ele disse: "Eu realmente respeito e admiro Peter e adoraria que ele fosse criativamente envolvido de alguma forma em The Hobbit". No mês seguinte, a New Line foi multada em 125 mil dólares, por falhar em apresentar os documentos contábeis requisitados.
Em 16 de dezembro de 2007, a MGM, New Line e o cineasta Peter Jackson finalmente entraram em um consenso sobre o envolvimento de Peter na produção dos filmes. Os estúdios anunciaram que Jackson seria produtor executivo de The Hobbit e suas continuações. Os dois estúdios que cofinanciaram o filme iria distribui-lo, foi anunciado que os dois filmes baseado em The Hobbit serão distribuídos na América do Norte pela New Line e nos demais continentes pela MGM —  o primeiro acordo real da New Line com outro grande estúdio. Orçamento de cada filme foi estimado em US$ 150 milhões de dólares, o que compara com o orçamento de 94 milhões de dólares para cada um dos filmes da trilogia O Senhor dos Anéis, dirigida por Jackson. Após a conclusão da fusão de New Line Cinema com a Warner Bros., em fevereiro de 2008, as duas partes do filme foram anunciados como programado para ter o lançamento em dezembro de 2011 e 2012, retrospectivamente. Produtor Mark Ordesky, que é o produtor executivo de O Senhor dos Anéis, planejava retornar para supervisionar as prequelas. Jackson explicou que ele optou por não dirigir porque teria sido insatisfatório para competir com seus filmes anteriores.
Em fevereiro de 2008, o Tolkien Estate (através do Tolkien Trust, uma instituição britânica) e HarperCollins Publishers abriu um processo contra a New Line por quebra de contrato e fraude e exigiu 220 milhões de dólares em indenização por fatos acontecidos durante o desenvolvimento da trilogia O Senhor dos Anéis. A ação alegou que New Line tinha pago apenas ao Estate uma taxa inicial de apenas 62 500 de dólares, apesar da trilogia ter ganhar cerca de 6 000 milhões de dólares em todo o mundo. A ação afirmou que o Estate tinha o direito de receber cerca de 7,5% de todos os lucros obtidos por qualquer filmes de Tolkien, conforme estabelecido por acordos anteriores. O processo também tentou cancelar todas as filmagens de The Hobbit. A ação foi resolvida em setembro de 2009 por um valor não revelado. No entanto, no final de 2009, foi informado que Tolkien Estate, recebeu um pagamento de £ 24 milhões (pouco mais de 38 milhões de dólares). Christopher Tolkien disse: "Lamentamos que uma ação judicial tenha sido necessária, mas estamos contentes de ver que esta disputa será selada em termos satisfatórios para todos. Nós reconhecemos que a New Line pode agora avançar com as suas propostas e finalizar as filmagens de The Hobbit".

### Desenvolvimento com Del Toro

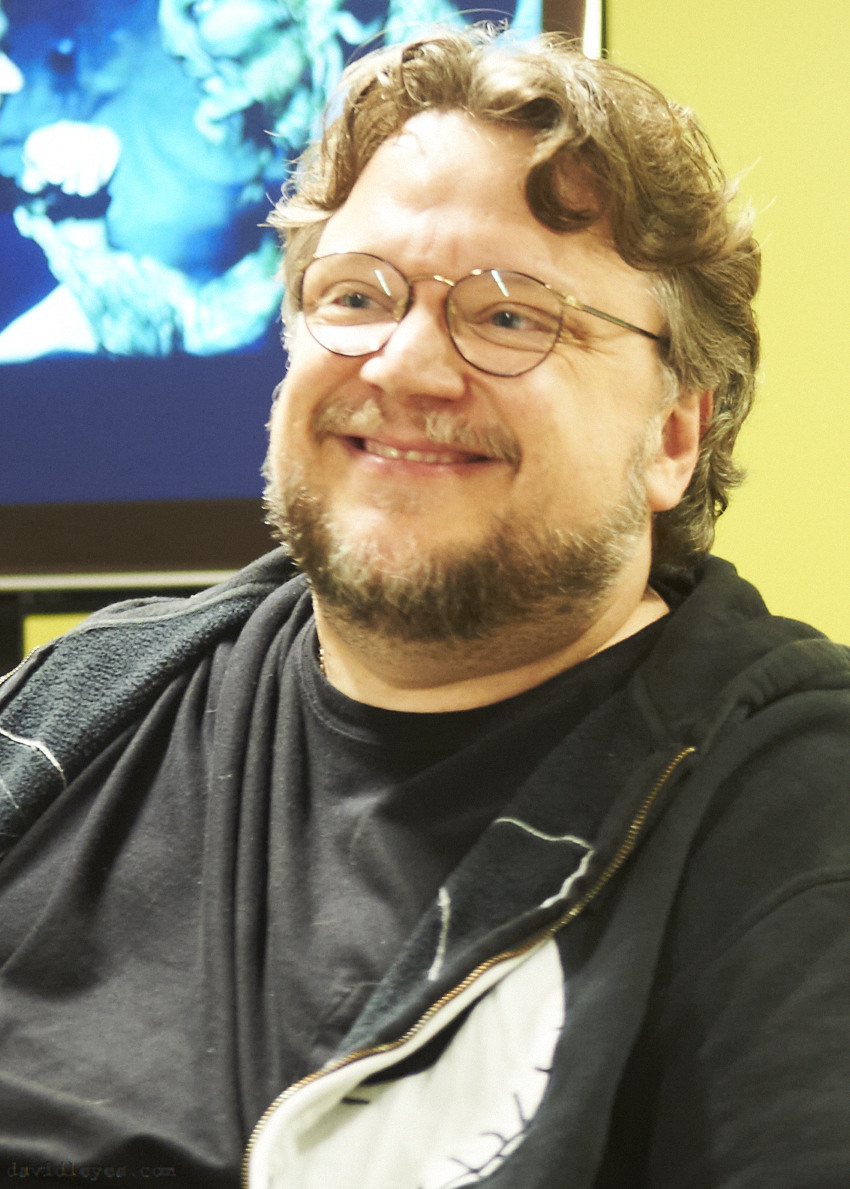
Guillermo Del Toro foi originalmente definido para dirigir o filme, mas saiu por causa de atrasos.

Apesar dos processos judiciais, o desenvolvimento prosseguiu e no inicio de 2008, The Hollywood Reporter anunciou que o diretor Guillermo Del Toro estaria entrando em negociações para dirigir o filme, porém, somente em abril de 2008, foi informado que Guillermo tinha sido confirmado oficialmente. Guillermo del Toro afirmou que ele era um fã da trilogia de Jackson e tinha discutido dirigir uma adaptação cinematográfica baseada no jogo Halo, em 2005. Embora este projeto tenha sido interrompido, eles se mantiveram em contato. Em uma entrevista de 2006, Del Toro é citado afirmando "Eu não gosto de caras pequenos e dragões, pés peludos, hobbits, [...] Eu odeio todo isso". Após ele ter assinado como diretor em abril de 2008, Del Toro postou em TheOneRing.net que ele se encantou com The Hobbit quando era criança e que Smaug era um de seus personagens favoritos. Ele também afirmou que os outros livros de Tolkien "continham uma geografia e genealogia complexas demais para meu cérebro infantil". Ao assumir o papel de diretor, Del Toro estava agora "lendo como um louco para se adaptar a uma terra completamente nova, um continente — uma cosmologia criada por um brilhante filólogo transformado em Xamanismo". O diretor também escreveu que sua apreciação por Tolkien foi ampliada pelo seu conhecimento do gênero fantástico e as pesquisas de folclore que ele realizou durante a realização de seus próprios filmes de fantasia.
A pré-produção começou por volta de agosto de 2008, com Del Toro, Jackson, Philippa Boyens Walsh, escrevendo o enredo. Del Toro colaborou com Jackson, Walsh e Boyens através de videoconferência e voou a cada três semanas, rapidamente de Los Angeles (onde alguns dos projetos foram realizados) à Nova Zelândia, para visitá-los. O cineasta disse que disciplinou-se para escrever o roteiro da adaptação pelas manhãs. A tarde ele reservava para leituras e sessões de documentários que ele acredita que influenciarão os filmes - como influenciaram Tolkien a escrever o livro. Ele assistiu documentários da Primeira Guerra Mundial, e disse que "The Hobbit é um livro nascido das experiências da geração de Tolkien com a guerra, os campos de batalha e a decepção de ver o colapso de valores". Del Toro também pediu recomendações de Peter Jackson, que segundo ele, coleciona aviões, tanques, canhões e tem reproduções de uniformes antigos.
Em novembro de 2008, Del Toro disse que ele, Jackson, Walsh e Boyens em cada semana percebia algo de novo sobre a história e o roteiro sempre estava continuamente em mudança. As horas de escrita aumentaram para 12 a cada dia, tal medida que foi dedicada em três semanas para finalmente decidir uma estrutura dos filmes. Durante os primeiros meses de 2009, as escritas começam a partir de 8h30 e terminam às 15h00 quando Del Toro se reuniria com a Weta (ou seja, a Weta Workshop e Weta Digital, empresas de efeitos cinematográficos). A conclusão dos contornos da história e tratamentos terminou em março de 2009 e os estúdios aprovou o início de definir o roteiro.
As filmagens foram previstas para ocorrer ao longo de 2010 na Nova Zelândia, eventualmente Del Toro reformulava os conjuntos Hobbiton em Matamata. Em novembro de 2008, o diretor revela que as filmagens de The Hobbit podem levar cerca de 370 dias, também revela para os fãs que o filme vai possuir criaturas diferentes, semelhantes com as de Hellboy II, o diretor disse que vai levar ao limite da tecnologia onde vão fundir os bonecos animatrônicos com a computação gráfica em uma nova forma de arte quando o assunto é o desenvolvimento de criaturas.

### Interpretação de Del Toro
O primeiro filme será fechado em si mesmo e baseado em O Hobbit enquanto que o segundo filme será uma transição e uma fusão com o mundo de Peter. Eu planejo alterar e expandir os visuais de Peter, e eu sei que o mundo pode ser mostrado de uma forma diferente. Diferente é melhor para o primeiro. Para o segundo eu tenho a responsabilidade de encontrar uma progressão lenta até imitar o estilo de Peter

– Del Toro sobre a consonância tonal com a trilogia de Jackson.
Del Toro e Jackson possuem um relacionamento profissional positivo, onde se comprometerão com os desentendimentos de forma a beneficiar o filme. Jackson se ofereceu para atuar como diretor de uma segunda unidade. Del Toro irá filmar The Hobbit com a mesma proporção 2.35:1 da trilogia, ao invés do seu padrão 1.85:1.
Del Toro pretende levar a tecnologia dos animatrônicos a novos patamares: "Nós realmente desejamos pegar o estado-da-arte em animatrônicos e fazer um salto de dez anos para o futuro com a tecnologia que desenvolveremos para as criaturas no filme. Nós temos toda a intenção de fazer para os animatrônicos e os efeitos especiais o que os outros filmes fizeram pela realidade virtual". Imagens geradas por computador irão melhorar ainda mais o desempenho dos animatrônicos na tela. Del Toro citou isto como importante, pois ele requererá que os animais falem no filme, então a fala de Smaug não será incongruente. Os Wargs serão refeitos para serem mais fiéis ao livro, e as aranhas da Floresta das Trevas serão diferentes de Laracna. Del Toro acrescentou que ele entende que mostrar os animais falando tem mais a ver com as pessoas podendo entendê-los.
Del Toro interpreta The Hobbit como se passando em um "mundo ligeiramente mais dourado no começo, um ambiente bastante inocente" e o filme precisa "levar você de um tempo de maior pureza para uma realidade mais negra através do filme, mas de acordo com o espírito do livro". Ele entende os temas principais como sendo a perda da inocência, a qual ele compara com a experiência da Inglaterra após a Primeira Guerra Mundial, e ganância, que ele diz que Smaug e Thorin II Escudo-de-Carvalho representam. Bilbo Bolseiro reafirma sua moralidade pessoal durante o terceiro ato, quando ele se depara com a ganância de Smaug e dos Anões. Ele acrescenta: "A espécie humilde e persistente da fibra moral de Bilbo representa bastante bem a ideia que Tolkien tinha sobre o pequeno homem Inglês, o homem Inglês médio", e o relacionamento entre Thorin e Bilbo será o coração do filme.
Del Toro se reuniu com os artistas conceituais John Howe e Alan Lee, com o responsável pela Weta Workshop, Richard Taylor, e o artista de maquiagem Gino Acevedo de forma a manter continuidade com os filmes anteriores, e também irá contratar artistas quadrinistas europeus de forma a complementar o estilo de Howe e Lee na trilogia. Ele também considerou a possibilidade de olhar os desenhos de Tolkien e usar elementos que não foram utilizados na trilogia. Como Tolkien ao escrever The Hobbit não tinha intenção que o um anel fosse maligno, como o foi em O Senhor dos Anéis, Del Toro irá trabalhar a sua natureza diferente na história, mas não tanto que o afaste do espírito da história.

### Saída de Del Toro
Em 2010, Del Toro deixou o projeto por causa de atrasos. Em 28 de maio, estava em uma conferência de imprensa, e explicou que em virtude de certos problemas financeiros da MGM, o projeto de The Hobbit não tinha oficialmente recebido um sinal verde no momento. "Nós já desenhamos todas as criaturas. Já desenhamos os sets e os figurinos. Nós já fizemos algumas animações e planejamos sequências de batalhas. Nós estamos muito, muito preparados para quando tudo estiver engatilhado, mas não sabemos nada até que a MGM resolva tudo". Os problemas financeiros da MGM e constantes atrasos da produção fizeram com que o diretor fosse obrigado a deixá-la, pois Del Toro já tem diversos compromissos marcados com outros estúdios. “Devido aos atrasos que impedem que as filmagens sejam marcadas tive que tomar uma das decisões mais difíceis da minha vida. Depois de dois anos vivendo, respirando e desenhando o mundo criado por Tolkien, eu lamento, mas preciso deixar a direção dessas incríveis adaptações", declarou Del Toro em comunicado oficial. Ron Perlman, que tinha ganhado um pequeno papel no filme, elaborado por Del Toro deixou o projeto juntamente com o diretor.
No entanto, este incidente recebeu reação negativa de muitos fãs de Hobbit, que estavam irritados com a MGM por atrasar o projeto. Eles também tentaram convencer o estúdio a vender seus direitos para a Warner Bros. Em 27 de julho, Del Toro respondeu a estes fãs irritados, dizendo que "não era apenas a MGM. Estes são filmes muito complicados, economicamente e politicamente."
No fim de maio de 2010, foi relatado que Peter Jackson estava com a missão de encontrar outro diretor para as adaptações. Fãs da série não descartaram a hipótese de ele mesmo dirigir o filme, porém seu agente logo se manifestou dizendo: "Peter tem compromissos com outros filmes que tornariam impossível a missão de dirigir O Hobbit neste momento". Em 25 de junho de 2010, foi relatado que Jackson estaria em negociações para dirigir o filme e sua sequência. Em 15 de outubro de 2010, New Line Cinema e Warner Bros confirmam que The Hobbit vai dar inicio as filmagens com Jackson como diretor e que o filme será rodado totalmente em 3-D. Além de confirmar Jackson como diretor, foi relatado que o estúdio deu sinal verde para o filme, e a fotografia principal iria começar em fevereiro de 2011. Jackson afirmou que: "A exploração da Terra Média de Tolkien vai muito além da experiência cinematográfica normal. Não vemos a hora de retornar ao mundo maravilhoso de Gandalf e Bilbo. É uma viagem de imersão total em um lugar muito especial, onde reinam a imaginação, a beleza e o drama".

Apesar de The Hobbit ter sido feito originalmente como um filme prequela de Os Senhor dos Anéis, contendo duas partes, em 30 de julho de 2012, Jackson confirmou planos para um terceiro filme, transformando sua adaptação do livro de J.R.R. Tolkien em uma trilogia. De acordo com Jackson, o terceiro filme seria fazer uso extensivo dos apêndices que Tolkien escreveu para expandir a história da Terra-média (publicado na traseira do livro The Return of the King). Também divulgado que o filme vai exigir algumas imagens adicionais, mas que também vão ser usadas imagens já gravadas e que possivelmente não estaria no segundo e nem no primeiro. O segundo filme foi renomeado para The Desolation of Smaug, e o terceiro foi intitulado There and Back Again, em agosto de 2012. Porém, em abril de 2014 o diretor Peter Jackson decidiu mudar o nome do terceiro filme para The Hobbit: The Battle of the Five Armies, pois o título There and Back Again era bom para a franquia quando tinham apenas dois filmes, pois no segundo filme os personagens já chegaram "lá".
The Hobbit: The Battle of the Five Armies, última parte da trilogia, alcançou um marco de $ 100 milhões de dólares em quatro dias, $ 300 milhões em 12 dias, $ 400 milhões em 16 dias, $ 500 milhões em 18 dias, $ 600 milhões em 20 dias, $ 700 milhões em 27 dias, e $ 800 milhões em 38 dias. É o segundo filme de maior bilheteria em 2014, perdendo apenas para Transformers: Age of Extinction,  as suas arrecadações ultrapassaram o custo de $ 250.000 milhões de dólares da sua produção em 12 dias após o seu lançamento, um feito também alcançado por Os Vingadores em 2012. 

## Elenco
- Ian McKellen como Gandalf

A companhia de anões da esquerda para a direita: Nori, Fíli, Dori, Bofur, Glóin, Dwalin, Thorin, Balin, Óin, Bombur, Bifur, Ori e Kíli.

- Martin Freeman como Bilbo Bolseiro
- Richard Armitage como Thorin Escudo de Carvalho
- Ken Stott como Balin
- Graham McTavish como Dwalin
- William Kircher como Bifur
- James Nesbitt como Bofur
- Stephen Hunter como Bombur
- Dean O'Gorman como Fili
- Aidan Turner como Kili
- John Callen como Óin
- Peter Hambleton como Glóin
- Jed Brophy como Nori
- Mark Hadlow como Dori
- Adam Brown como Ori
- Lee Pace as Thranduil
- Orlando Bloom como Legolas
- Evangeline Lilly como Tauriel
- Luke Evans como Bard, o Arqueiro
- Sylvester McCoy como Radagast
- Hugo Weaving como Elrond
- Cate Blanchett como Galadriel
- Christopher Lee como Saruman
- Andy Serkis como Gollum
- Benedict Cumberbatch como Smaug
- Manu Bennett como Azog
- Conan Stevens, Lawrence Makoare e John Tui (Uma Jornada Inesperada) como Bolg
- John Rawls como Yazneg
- Stephen Ure como Fimbul
- Ben Mitchell como Narzug
- Elijah Wood como Frodo Bolseiro
- Ian Holm como Bilbo Bolseiro (idoso)
- Mikael Persbrandt como Beorn
- Bret McKenzie como Lindir
- Barry Humphries como Grão-Orc
- William Kircher, Peter Hambleton e Mark Hadlow como Tom, Bert e William
- Stephen Ure como Grinnah
- Jeffrey Thomas como Thrór
- Antony Sher (adulto) e Michael Mizrahi (jovem) como Thráin
- Stephen Fry como Mestre da Cidade do Lago
- Ryan Gage como Alfrid Lickspittle
- Billy Connolly como Dáin Pé-de-Ferro
- John Bell como Bain
- Peggy Nesbitt como Sigrid
- Mary Nesbitt como Tilda
- Mark Mitchinson como Braga
- Kelly Kilgour como Soury
- Sarah Peirse como Hilda Bianca
- Nick Blake como Percy
- Jarred Blakiston como Musical Elf
- Andrew Fitzsimons como Elf
- Brendan Casey e Cameron Jones como Thranduil's Lieutenants
- Craig Hall como Galion
- Robin Kerr como Elros
- Eli Kent como Lethuin
- Simon London como Feren
- Luke Evans como Girion
- Benedict Cumberbatch como O Necromante
- Peter Jackson como Albert Dreary
- Katie Jackson como Betsy Carrapicho
- Timothy Bartlett como Sr. Worrywort

## Filmagens
| Lugar Ficticio | Localização específica na Nova Zelândia | Área geral na Nova Zelândia  |
| -------------- | --------------------------------------- | ---------------------------- |
|                | Aratiatia Spillway                      | Taupo                        |
|                | Braemar Station                         | Tekapo                       |
|                | Canaan Downs                            | Takaka                       |
|                | Denize Bluffs                           | Mangaotaki                   |
|                | Earnslaw Burn                           | Mount Aspiring National Park |
|                | Eweburn Station                         | Te Anau                      |
|                | Greenstone Station                      | Greenstone                   |
|                | Harwoods Hole                           | Takaka                       |
| Hobbiton       | Matamata                                | Waikato                      |
|                | Miramar Peninsula                       | Wellington                   |
|                | Ohuto Station                           | Okahune                      |
|                | Paradise                                | Otago                        |
|                | Pelorus Bridge                          | Marlborough                  |
|                | Remarkables                             | Otago                        |
|                | Rock and Pillar Range                   | Otago                        |
|                | Speargrass Flat                         | Otago                        |
|                | Strath Taieri                           | Middlemarch                  |
|                | Treble Cone Ski Resort                  | Wanaka                       |
|                | Turoa Ski Area                          | Mount Ruapehu                |
|                | Wanaka-Mt Aspiring Rd                   | Wanaka                       |

A fotografia principal começou em 21 de março de 2011, em Wellington, Nova Zelândia. As filmagens ocorreram em Wellington Stone Street Studios, cidade de Matamata e em outros locais não revelados em torno de Nova Zelândia.
Na criação dos 13 anões da história, foram colocados próteses de silicone para avolumar as testas e narizes. Os cabelos e as barbas dos personagens foram feitos de pelos de bois iaques, do Himalaia. Segundo o maquiador Peter King, o visual ficava excelente em 3-D. “Não existe nenhum ator do filme que não use aplique”, diz o maquiador, que criou seis perucas e oito barbas para cada anão – e isso após 30 sessões de teste.
O segundo bloco de filmagens na Nova Zelândia começou no final de agosto e foi concluído em dezembro de 2011.
A fotografia principal terminou em 6 de julho de 2012, depois de 266 dias de filmagens, 104 dias a menos do que previsto na época do desenvolvimento liderado por del Toro.

### Tecnologia
Os filmes foram filmados em 3D usando câmeras Red Epic. Um equipamento especial fabricado pela 3ality Technica foi utilizado nas filmagens dos três filmes; duas câmeras e um espelho são usados para atingir um efeito intra ocular similar de um ser humano (a distância entre os olhos). Isto é como a profundidade necessária para um filme ser visualizado 3-D.
A trilogia The Hobbit, provavelmente, serão os filmes de maior orçamento até agora a serem filmados com as câmeras Red Epic. Num vídeo revelando os bastidores, publicado no blog de produção do filme, relata que foram usados 48 Epic câmeras, durante as filmagens dos filmes.
Em abril de 2011, Jackson revelou através de sua página na rede social Facebook que ele está filmando The Hobbit em 48 fps (quadros por segundo) em vez do normal que é 24 fps. Além disso, os filmes estão sendo filmados em uma resolução de 5 K. Isso é substancialmente maior do que a resolução convencional de HD 1080. Os filmes estão sendo filmados digitalmente em cartões de memória de 128 GB que se adaptam a câmera RED Epic.

### Animais na produção
Funcionários de uma fazenda na Nova Zelândia, que serviu de locação para os filmes, acusaram a produtora do filme pela morte de até 27 animais usados nas gravações, devido a más condições de vida. Os delatores informaram à imprensa norte-americana que cavalos, ovelhas, cabras e galinhas morreram durante as filmagens entre 2010 e 2011. O primeiro animal a morrer teria sido um pônei chamado Rainbow, que quebrou a coluna após saltar de um barranco, de acordo com o peão Chris Langridge em entrevista à agência de notícias Associated Press. Ele afirma que foi contratado para treinar cerca de 50 cavalos em novembro de 2010, mas imediatamente ficou preocupado com as condições do local.
Seis cabras e seis ovelhas morreram após cair em buracos, contrair vermes ou comer alimentos estragados na fazenda que abriga os mais de 150 animais usados no longa. Já as galinhas teriam sido mortas por cães por não terem sido recolhidas ao galinheiro. Os produtores do filme afirmam que o número de mortes é bem menor do que o que foi divulgado. O grupo de proteção aos animais People for the Ethical Treatment of Animals (PETA) já anunciou que planeja manifestações e protestos nas estreias do filme na Nova Zelândia, Estados Unidos e Reino Unido.

## Filmes
| Filme      | Data de lançamento     | Diretor       | Roteirista(s)                                                   | Produtor(es)                                                  |
| ---------- | ---------------------- | ------------- | --------------------------------------------------------------- | ------------------------------------------------------------- |
| O Hobbit 1 | 14 de dezembro de 2012 | Peter Jackson | Fran Walsh, Peter Jackson, Philippa Boyens e Guillermo del Toro | Fran Walsh, Zane Weiner, Peter Jackson e Carolynne Cunningham |
| O Hobbit 2 | 13 de dezembro de 2013 | Peter Jackson | Fran Walsh, Peter Jackson, Philippa Boyens e Guillermo del Toro | Fran Walsh, Zane Weiner, Peter Jackson e Carolynne Cunningham |
| O Hobbit 3 | 17 de dezembro de 2014 | Peter Jackson | Fran Walsh, Peter Jackson, Philippa Boyens e Guillermo del Toro | Fran Walsh, Zane Weiner, Peter Jackson e Carolynne Cunningham |

## Pós-produção

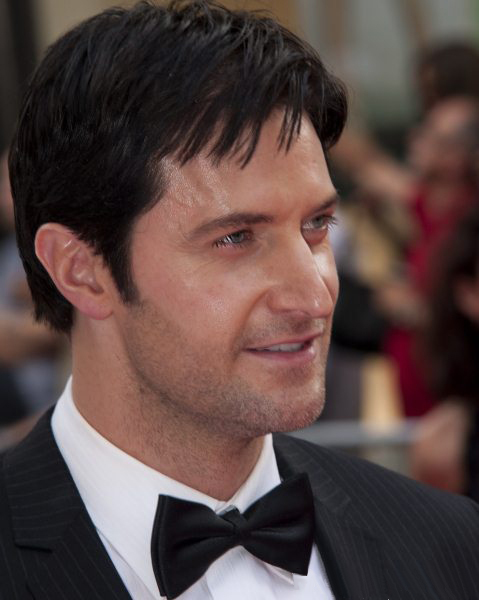
Richard Armitage no BAFTAs de televisão de 2010.

### Música
A música da série de filmes The Hobbit está sendo composta, orquestrada, realizada e produzida por Howard Shore, que também participou do desenvolvimento da trilha da trilogia O Senhor dos Anéis. A música será mais uma vez realizada pela Orquestra Filarmônica de Londres como foi para O Senhor dos Anéis. As sessões de gravação para os filmes começaram em 20 de agosto de 2012 no Abbey Road Studios. A trilha sonora para Unexpected Journey foi lançada em 11 de dezembro de 2012, pela gravadora WaterTower Music.

## Lançamento

### Nos cinemas

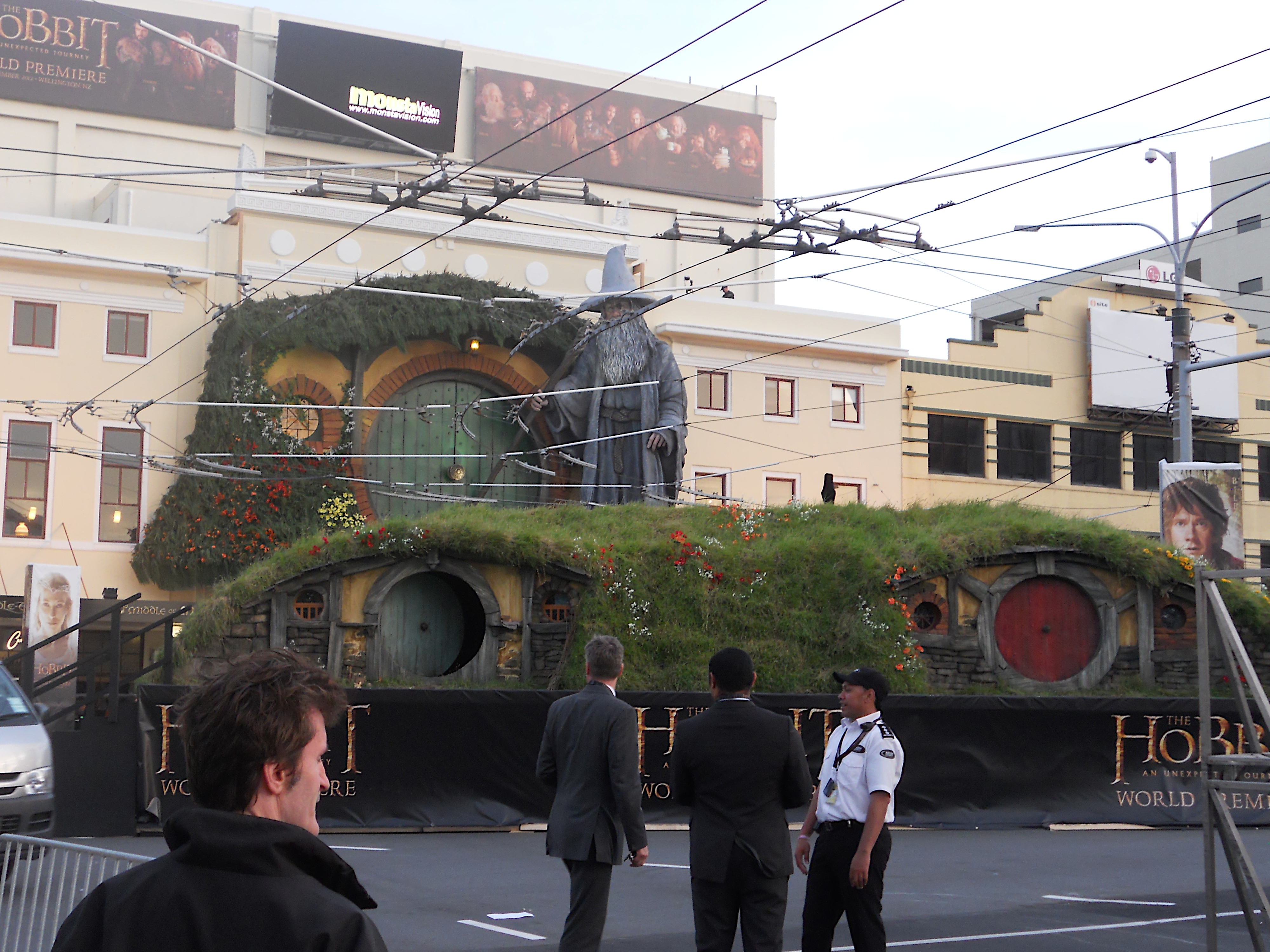
Estréia de The Hobbit: An Unexpected Journey em Wellington, Nova Zelândia.

The Hobbit: An Unexpected Journey foi programado para ter sua estréia mundial em 28 de novembro de 2012 em Wellington, Nova Zelândia, com outro grande lançamento na Nova Zelândia em 12 de dezembro. Ingressos para sessões do filme da meia-noite na Nova Zelândia foram vendidos dentro de minutos, e uma grande quantidade de pessoas ficaram sem assistir ao filme. O filme foi lançado em 13 de dezembro de 2012 no Reino Unido e 14 de dezembro de 2012, para alguns outros países. Com um um tempo de execução de 169 minutos (2 horas e 49 minutos), que foi um dos assuntos dos críticos especializados.[carece de fontes?]
Cerca de 100 000 pessoas eram esperadas para estar no tapete vermelho em Wellington Courtenay Place para a estréia. Todo o evento foi transmitido ao vivo na TV3 e também transmitido pela Internet.
The Hobbit: The Desolation of Smaug foi lançado mundialmente em 13 de dezembro de 2013 com o último filme The Hobbit: The Battle of the Five Armies lançado em 17 de dezembro de 2014.

### Home-video
The Hobbit: An Unexpected Journey foi lançado em Blu-ray e DVD nos Estados Unidos em 19 de março de 2013, com um lançamento agendado para o Reino Unido, um mês depois, em abril. Uma versão estendida contendo 20 a 25 minutos de cenas adicionais é esperada para estar disponível no terceiro trimestre de 2013.
The Hobbit: The Desolation of Smaug foi lançado em Blu-ray e DVD nos Estados Unidos em 08 de abril de 2014, no Reino Unido o lançamento ocorreu um dia antes.  Uma versão estendida foi lançada digitalmente em 21 de outubro de 2014 e em vídeo, 04 de novembro de 2014, contendo 20 minutos adicionais e uma música original.            

## Recepção

### Bilheteria
| Filme                         | Data de lançamento     | Receita de bilheteria | Ranking de bilheteria | Orçamento     | Ref.    |
| ----------------------------- | ---------------------- | --------------------- | --------------------- | ------------- | ------- |
| An Unexpected Journey         | 14 de dezembro de 2012 | $1.021.103.568        | #23                   | $180.000.000  | [ 112 ] |
| The Desolation of Smaug       | 13 de dezembro de 2013 | $958.366.855          | #30                   | $225.000.000  | [ 113 ] |
| The Battle of the Five Armies | 17 de dezembro de 2014 | $956.019.788          | #31                   | $250.000.000  | [ 114 ] |
| Total                         | Total                  | 2.935.490.211         | -                     | $ 655.000.000 |         |

### Prêmios e indicações
An Unexpected Journey foi indicado a três Oscars de Melhores Efeitos Visuais, Melhor Desenho de Produção e Melhor Maquiagem e Penteados. The Desolation of Smaug foi indicado a Melhores Efeitos Visuais, Melhor Mixagem de Som e Melhor Edição de Som. No Óscar 2015, The Battle of the Five Armies foi indicado apenas a uma categoria, Melhor Edição de Som. 

### Reação à alta taxa de quadros
Em uma seção da convenção CinemaCon, que foi realizada em Las Vegas em abril de 2012, dividiu opiniões a respeito da alta taxa de quadros - algo revolucionário na história do cinema, com 48 quadros por segundo, o dobro do formato padrão de 24 fps (frames por segundo). Peter Jackson mostrou um vídeo de dez minutos do filme, mostrando o novo formato, e recebeu "uma reação abaixo do esperado na melhor das hipóteses". Enquanto Variety afirmou que o filme "parecia tudo mais nítido e distintamente diferente do que tudo mostrado antes, dando ao movimento 3-D uma sensação mais suave e nítida", também informou que perdeu o brilho cinematográfico da industria padrão de 24 fps. Já o jornal Los Angeles Times, informou que uma tomada aérea das montanhas apareceu com mais detalhes e clareza que “a maioria dos documentários sobre a natureza”. Mas a extrema nitidez causou uma reação inesperada. "Parecia um filme feito para a TV", reclamou um proprietário de cinema presente.
Peter Jackson afirmou que a má recepção "não foi particularmente surpreendente", pois segundo ele "deve ter um tempo longo, para poder se acostumar com isso. Dez minutos é muito pouco, provavelmente precisavam de pouco mais". No entanto, uma vez que todo o filme foi lançado, muitos críticos mantiveram suas opiniões. Enquanto muitos apontaram a clareza e a rapidez das cenas de ação, eles também criticaram a qualidade da imagem como "hiper-real", claro o suficiente para detectar "sets pintados" e "narizes artificiais." Alguns críticos tiveram reações positivas para o efeito geral da taxa de quadro mais rápido, dizendo que só leva um tempo para se acostumar.
The Hobbit: An Unexpected Journey foi lançado também nos cinemas com a quantidade padrão de quadros por segundos, pois muitas das salas de cinema ainda não estão aptas para receber tal tecnologia.